# Jean-François Foy-Vaillant
Jean-François Foy-Vaillant (17 février 1665, Rome - 17 novembre 1708), est un érudit français.

## Biographie
Fils de Jean Foy-Vaillant, il est né à Rome et est rentré en France avec sa mère à l’âge de quatre ans. Il fit ses premières études à Beauvais et rejoignit ensuite son père il Paris, où il acheva son cours de philosophie avec le diplôme de maître ès arts. Son père, l’ayant initié de bonne heure à la numismatigue, se l’associa pour la rédaction du catalogue es médailles du Cabinet du roi et le conduisit en Angleterre. A son retour de ce voyage, le jeune Vaillant suivit les cours de la faculté de médecine et fut reçu docteur en 1691. Il fut admis, en 1702, à l’Académie des inscriptions en qualité d’élève de son père et y lut quatre dissertations, mais il ne reste des extraits que des deux premières.
Une tumeur au cerveau, après l’avoir fait souffrir plusieurs années, l’enleva, le 17 novembre 1708, à l’âge de 43 ans. Il fut inhumé aux côtés de son père, avec une épitaphe.

## Publications
- Dissertation sur une médaille qui représente Acheus, roi de Syrie, dans les Mémoires de Trévoux, janvier 1703 ;
- Dissertation sur une médaille de Septime-Sévère, ibid., février 1705.
- Les deux autres dissertations de Vaillant, l’une contenant l’explication des mots conob et comob, qu’on lit fréquemment dans L’exergue des médailles d’or du Bas-Empire, et l’autre sur les dieu Cabim, seraient entièrement inconnues si de Bône n’en eût pas fait mention dans son éloge de cet antiquaire. On conjecture qu’elles se trouvaient parmi les papiers que l’auteur fit brûler dans sa dernière maladie.

## Sources
- Philippe Le Bas, Dictionnaire Encyclopédique, Volume 1, 1847